# Hunimundo
Hunimundo (395 - después de 469) era un líder - descrito indistintamente por Jordanes como dux y como rex - de los suevos.

## Biografía

### Rebelión contra los hunos e independencia
Hunimundo luchó con Ardarico contra los hunos en la batalla de Nedao en 454. Posteriormente, Hunimundo fundó un reino pequeño y efímero en la antigua zona de asentamientos de los marcomanos y los cuados.

### Primera guerra contra los ostrogodos
En 469, Hunimundo y sus aliados esciros lucharon contra los ostrogodos de Valamiro y Teodomiro en la batalla de Bolia. Los ostrogodos ganaron y se hicieron con el control del territorio de los esciros y los cuados.

### Bandidaje
Hunimundo huyó a las montañas de Harz, donde dirigió una pequeña banda de merodeadores de gran alcance. "Hunimundo, acompañado de algunos bárbaros, atacó la ciudad de Batavia, como había predicho el santo, y, mientras casi todos los habitantes estaban ocupados en la cosecha, dieron muerte a cuarenta hombres de la ciudad que habían se quedó para un guardia ".
Hunimundo encabezó un grupo de asalto suevo que robó rebaños de ganado gótico de Dalmacia; de camino a casa, cerca del lago Balaton, fueron atacados mientras dormían por los hombres de Teodomiro. Hunimundo y otros se rindieron y fueron hechos prisioneros. Sin embargo, Teodomiro adoptó a Hunimundo como su hijo y lo liberó a él y a sus hombres.

### Traición y segunda guerra contra los ostrogodos
Olvidando su deber para con su "padre", Hunimundo y sus esciros volvieron a librar la guerra contra los godos; Valamiro los atacó y murió cuando se cayó de su caballo. Con otro rex esciro, un tal Alarico por lo demás desconocido, se unió a los sármatas y otras tribus para invadir Panonia, donde fueron derrotados por Teodomiro en una sangrienta batalla.